# 두암중학교
두암중학교(斗岩中學校)는 대한민국 광주광역시 북구 두암동에 있는 공립 중학교이다.

## 학교 연혁
- 1992년 2월 9일 : 본교 설립인가
- 1993년 3월 1일 : 초대 정권 교장 취임
- 1993년 3월 6일 : 개교
- 1996년 2월 10일 : 제1회 졸업장 수여식(592명)
- 1998년 11월 20일 : 시 지정 제3차 교단선진화(영어과) 시범학교 공개발표 및 교육부 지정 교과교육중심학교 공개발표
- 2001년 2월 24일 : 과학실 현대화 시설 확충
- 2001년 7월 12일 : 도서실 확충
- 2001년 12월 27일 : 어학실 확충, 학교 OA 시설 확충
- 2023년 9월 1일 : 제14대 오경미 교장 취임
- 2025년 1월 10일 : 제30회 졸업장 수여식(81명) 총 6,641명
- 2025년 3월 4일 : 2025학년도 입학식(95명)

## 참고 자료
- 두암중학교 - 한국교육학술정보원 학교알리미